# Монастир Сопочани
Монастир Сопочани (Манастир Сопоћани) — православний монастир в Сербії, котрий підтримував сербський король в XIII ст.

## Розташування
Головна споруда монастиря розташована на відстані шістнадцять (16) кілометрів від сучасного міста Нові-Пазар. Але місцевість старовинна. На схилі гори ще за сприяння сербського короля Стефана Уроша I був вибудований монастир 1264 року. Король наслідував візантійську традицію і призначав церкву монастиря для створення мавзолею для себе і своєї родини. Першою тут була похована мати короля. На початок XXI ст. в південній частині церкви св. Трійці випадково зберігся мармуровий саркофаг самого Стефана Уроша I.

## Історія
Сербське королівство мало відчутні впливи мистецтва могутньої на той час Візантійської імперії. Для себе і власної родини король вибудував монастир, головна церква якого призначалась для створення королівського мавзолею.
Церква мала одну наву і одну баню. Її висвятили на честь св. Трійці. Церкву ремонтували на початку XIV ст. і добудували нартекс та дзвіницю, ремонтували в XVI–XVII ст. Турецька загроза життю мешканців і реальність смерті чи рабства спонукали декілька разів покидати монастир впродовж XVI ст. 1689 року черговий похід турків-османів примусив ченців покинути монастир і перебратися в Косово, звідки вони не повернулися. Монастир занепав на двісті років, а його споруди були поруйновані до рівня підмурків. Збереглася церква, де впала баня і частка дахів.
Лише в XX ст. до монастиря повернулись, де були проведені консервативні, реставраційні і ремонтні роботи в 1929, 1948–1956 рр. Відновлені дахи (вкриті бляхою), баня, дзвіниця. Церкву після двохсот років занепаду передали релігійній громаді.

## Уславлені стінописи

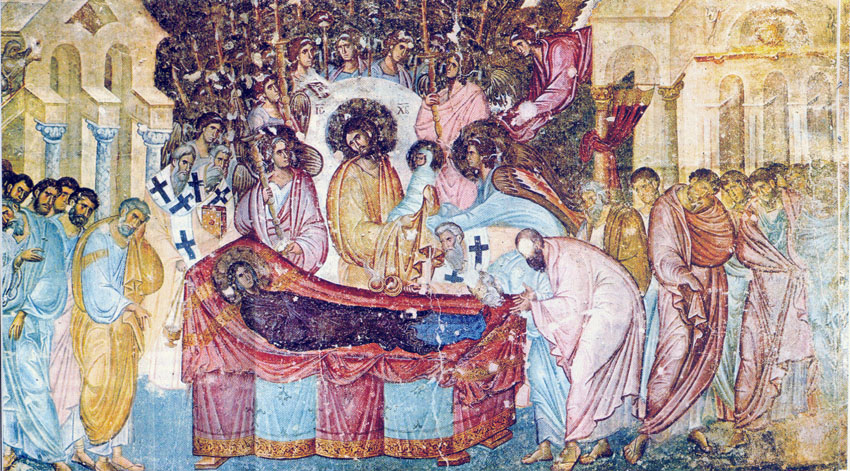
Успіння Богоматері. Фреска Сопочан.

Не провінційна і спрощена архітектура, а фресковий цикл другої половини XIII ст. — головний мистецький скарб споруди.
Відразу після закінчення побудови і висихання стін 1265 чи близького того року церква св. Трійці була розписана. Для декорування використали фрески. Вказівкою на важливий стан споруди була також імітація мозаїки в центральній частині храму (оригінальні мозаїки надто дорого коштували і використовувались лише в окремих випадках при наявності великого кошторису і багатого ктитора-дарувальника).
В апсиді — подана Богородиця з немовлям і двома янголами, євхаристія апостолів, звичні вівтарні композиції для православ'я. Західну стіну прикрашає «Успіння Богородиці». На хорах церкви — Сорок мучеників, св. Трійця та апостоли, в нартексі — Вселенські собори, притча про Йосифа, Древо Ієсеєве, Страшний суд, поклоніння ктиторів, успіння Анни Дандоло, матері короля-ктитора. В бічних навах — фрески виконані місцевими майстрами XIV, XVI–XVII ст.

Марія в композиції «Благовіщення», XIII ст. Монастир Сопочани, XIII ст., Сербія

Первісний декор храму виконали майстри, запрошені з Візантії, що обумовило надзвичайно високий мистецький рівень фрескових циклів. Для візантійського світогляду і візантійського мистецтва характерний розділ на світ реальний та світ духовний, пов'язаний з церквою і Богом. Головним і первісним вважали світ духовний, абсолютно не схожий на грішний земний. Ця роздвоєність залишалась в реальних людях, котрі були лише малим відбитком макрокосму, мікрокосмом роздвоєності зі світом реальним та світом духовним, як грішне тіло і безсмертна душа. Душа нібито від стосунків з грішним тілом плюндрувалась. Бог був далеко віднесений від грішного світу і людей, тому в настроях людей і в мистецтві панували туга, сум, пригніченість. Все це притаманно і фрескам монастиря Сопочани, особливо — майстерно виконаній композиції «Успіння Богородиці». Але віртуозна константинопольська школа відбилась в святкових фарбах стінописів, де майстри-фрескісти намагались відтворити вигаданий, ідеальний духовний світ біблійних подій. І це трохи пом'якшувало пригнічений настрій від фресок.

## Галерея

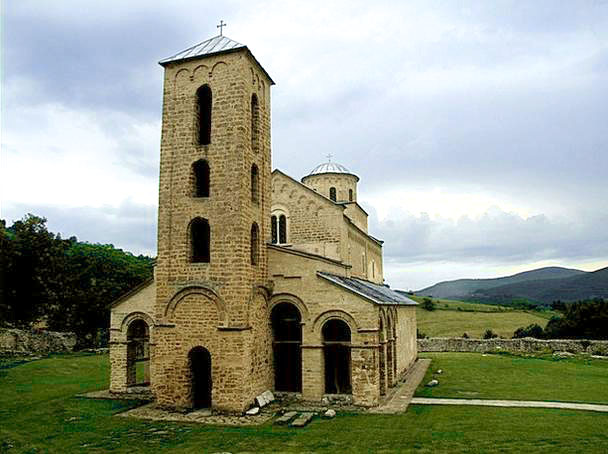
Монастир Сопочани
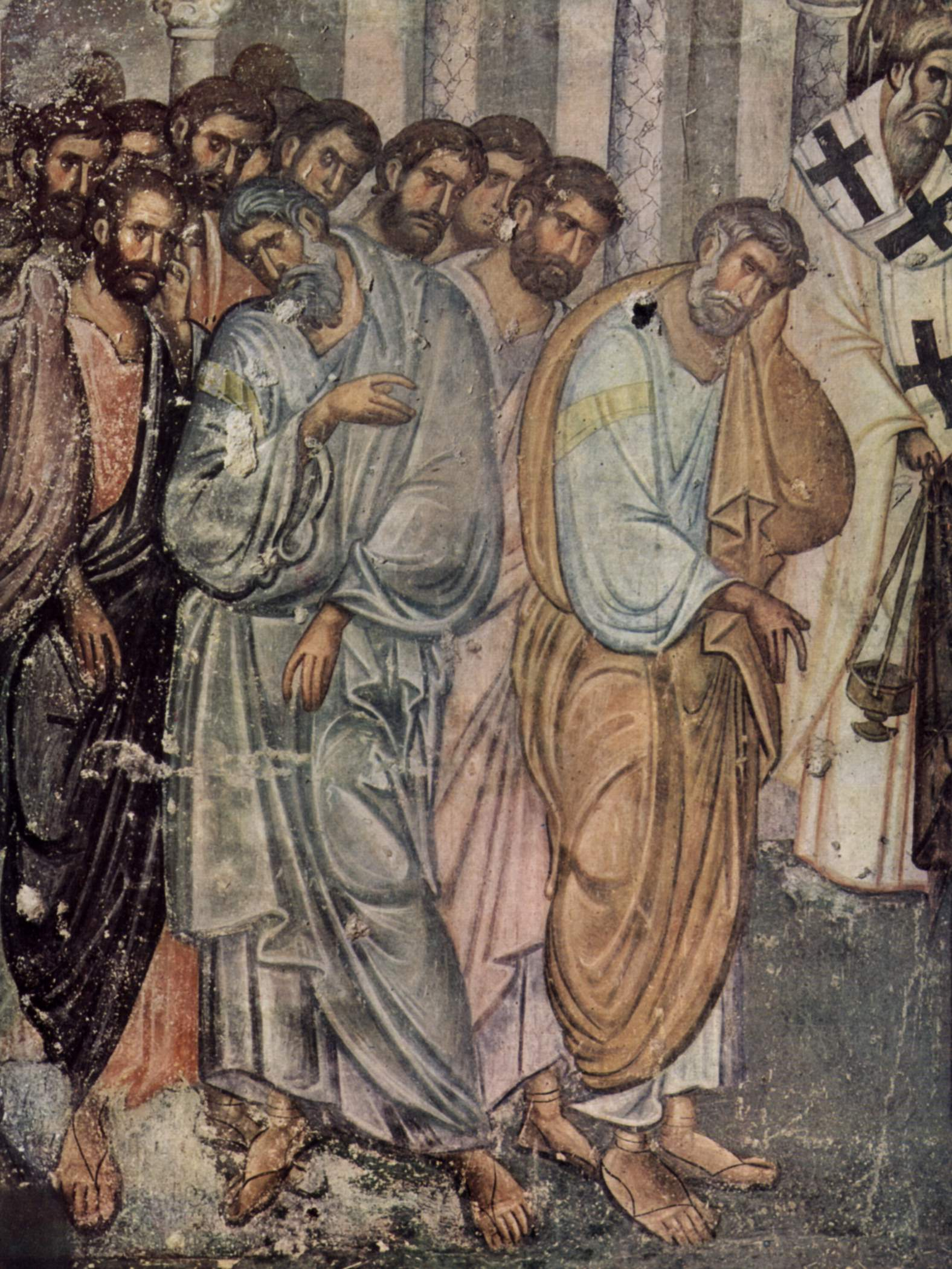
Апостоли в композиції «Успіння Богородиці»
Апостол Павло, монастир Сопочани, фреска 1265 р.
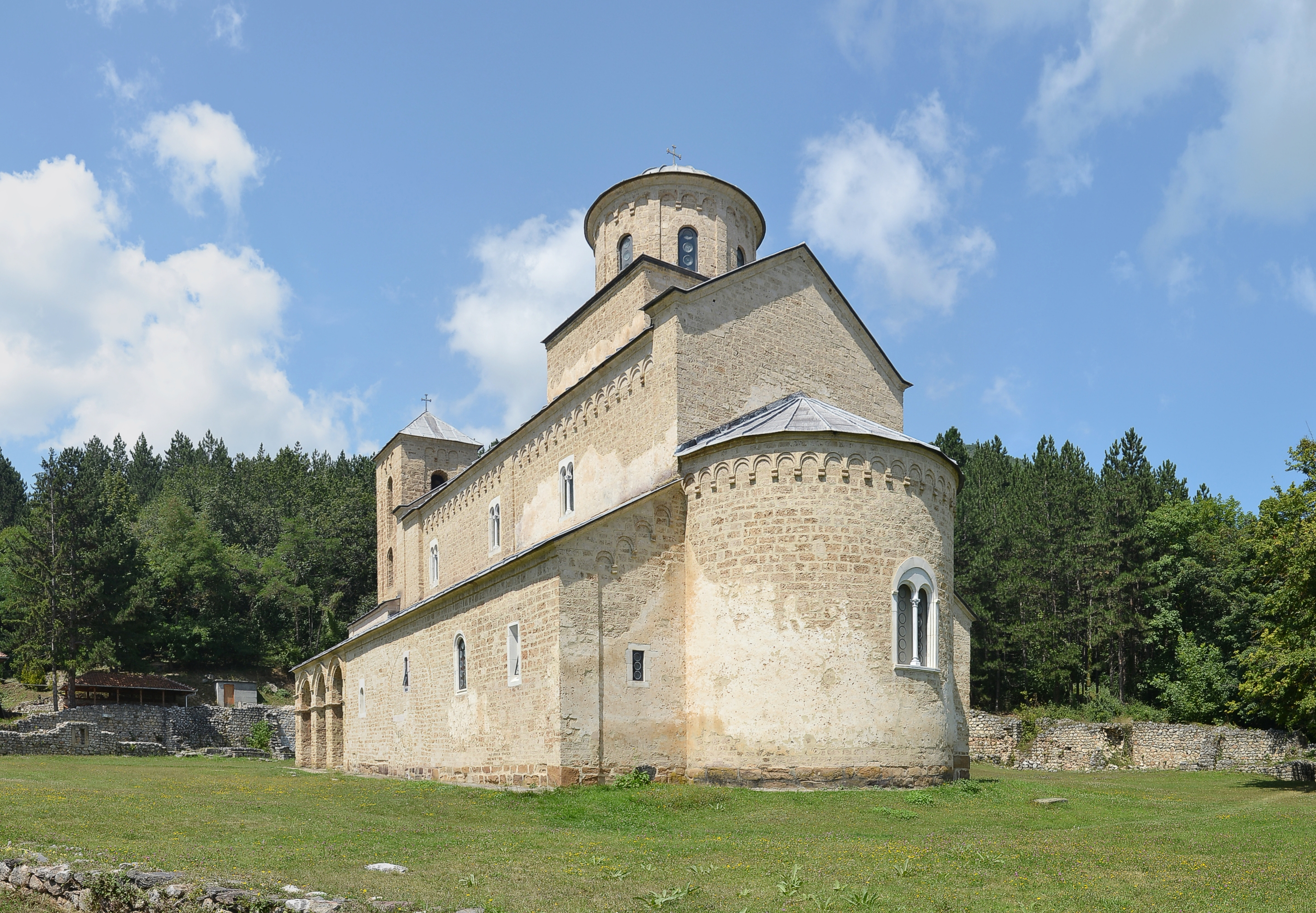
Церква св. Трійці з боку вівтаря. Фото 2014 року.
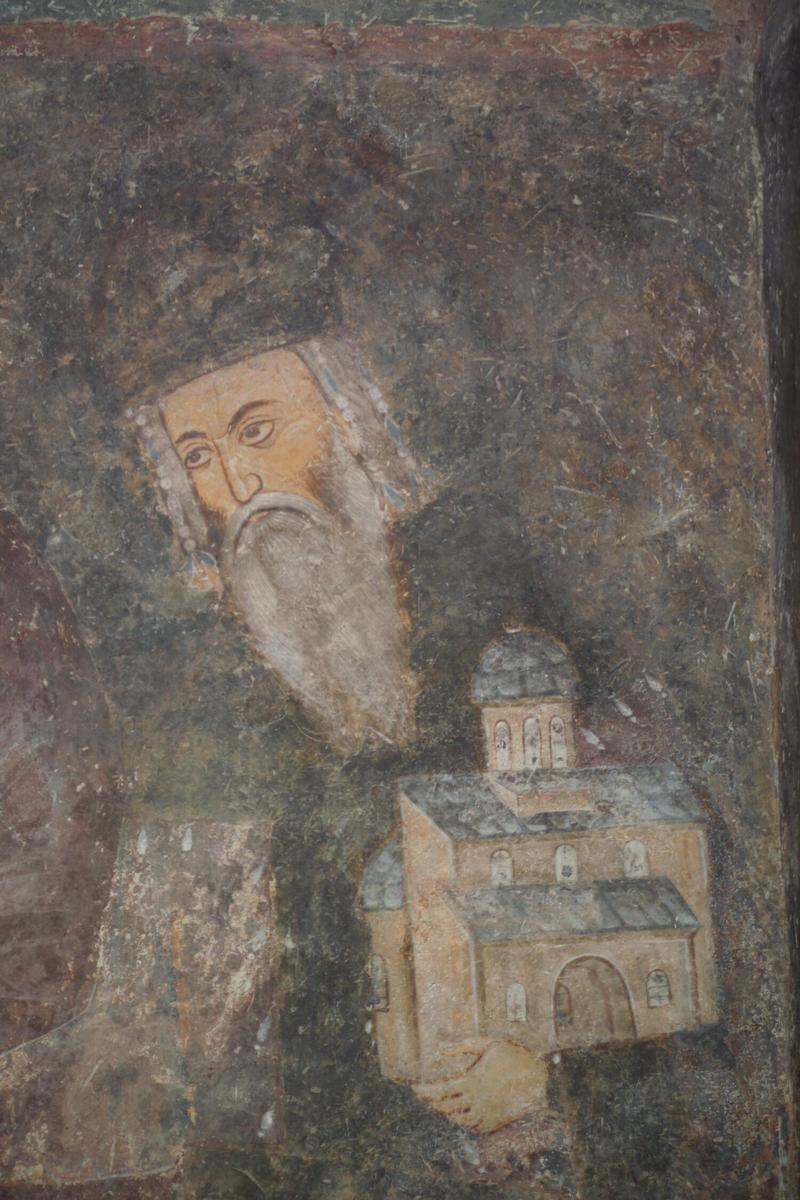
Монастир Сопочани,  апостол Іван, залишки фрески 1265 р.
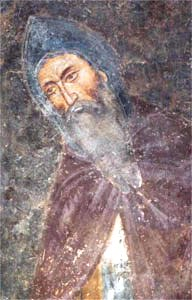